# Kepler-33
Kepler-33 é uma estrela na constelação de Lyra com um sistema de cinco planetas conhecidos. Tendo começado a se desenvolver da sequência principal, tem grosso modo 182% do raio solar mas apenas 129% da massa solar. Dada sua massa e temperatura, é provavelmente uma estrela Classe G ou Classe F.

## Sistema planetário
Em 26 de janeiro de 2012, um sistema de cinco planetas ao redor da estrela foi anunciado. Entretanto, ao contrário de outros planetas anunciados naquela data, suas massas não são conhecidas.
| Nome | Massa (MJ) | Semieixo maior (UA) | Período orbital (dias) | Excentricidade |
| ---- | ---------- | ------------------- | ---------------------- | -------------- |
| b    | ?          | 0.06544             | 5.667939               | 0              |
| c    | ?          | 0.11484             | 13.17563               | 0              |
| d    | ?          | 0.16053             | 21.7759                | 0              |
| e    | ?          | 0.20656             | 31.78438               | 0              |
| f    | ?          | 0.2449              | 41.02903               | 0              |